# Prokop Chmielewski
Prokop Chmielewski herbu Radwan (ur. ok. 1600, zm. 22 lutego 1664) – polski duchowny greckokatolicki, bazylianin (OSBM), archimandryta klasztoru bazylianów Św. Spasa w Dubnie w 1639 roku, biskup tytularny samborski i biskup łucki koadiutor (1651–1652), administrator ostrogski (1646–1664) (rządził tu lat osiemnaście), biskup ordynariusz w eparchii przemyskiej (1652–1664), archimandryta dermański w 1659 roku.
Po śmierci unickiego biskupa z Przemyśla Aleksandra Krupeckiego (zm. 1652), Jan Kazimierz nadał przywilej Prokopowi Chmielowskiemu objęcia diecezji przemyskiej. Wydarzenie to miało miejsce 21 września 1652 roku. Prowadził walkę z prawosławnym biskupem przemyskim Antonim Winnickim.
W 1655 nie przyjął tytułu metropolity kijowskiego.
Oderwał Ostróg od Łucka, rozdarł władyctwo na dwie połowy i zwał się ciągle administratorem ostrogskim.

## Literatura dodatkowa
- Ks. Jozafat Skruteń ZSBW: Chmielewski (Chmielowski, Chmielecki) Prokop, h. Wieniawa (Dołęga?). W: Polski Słownik Biograficzny. T. 3: Brożek Jan – Chwalczewski Franciszek. Kraków: Polska Akademia Umiejętności – Skład Główny w Księgarniach Gebethnera i Wolffa, 1937, s. 326–327. Reprint: Zakład Narodowy im. Ossolińskich, Kraków 1989, ISBN 83-04-03291-0